# Fürstin-Daisy-Denkmal in Pless

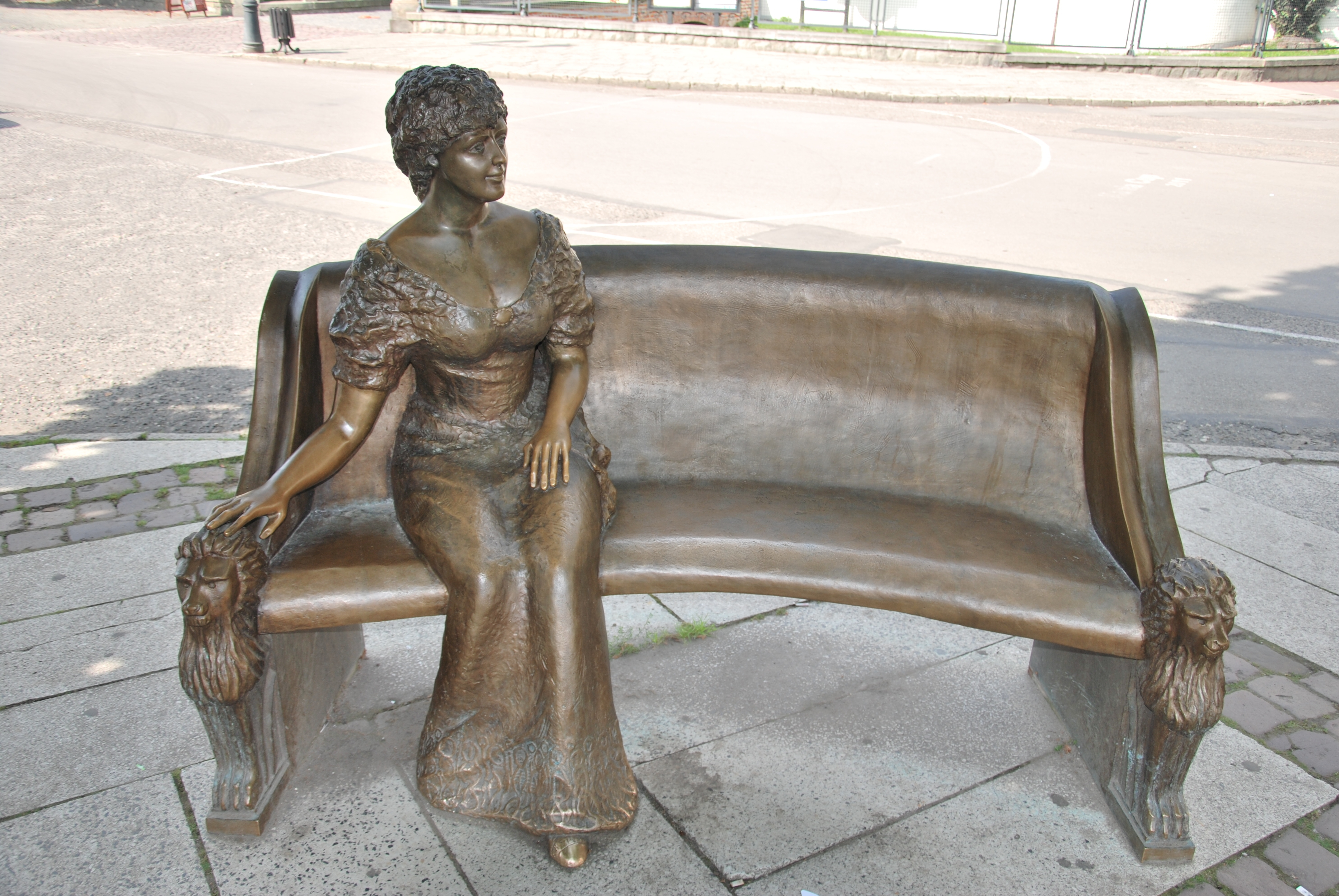
Daisy, Fürstin von Pless

Das Denkmal der Fürstin Daisy (Mary Theresa Olivia Cornwallis-West, 1873–1943) wurde am 1. Mai 2009 auf dem Marktplatz von Pless in Schlesien feierlich enthüllt. Das Denkmal in Form einer gewundenen Gartenbank mit der Figur der sitzenden Adligen ist ein Werk des örtlichen Bildhauers Joachim Krakowczyk und wurde in einer Gleiwitzer Fabrik aus Bronze gegossen.

## Daisy von Pless
Die in England geborene Adlige Daisy gilt in Pless als eine Wohltäterin, die sich ihr ganzes Leben lang gleichermaßen um die deutschen wie auch um die polnischen Einwohner von Pless gekümmert habe und so zur Versöhnung der beiden Völker beigetragen habe. Sie gehört zu den bedeutendsten Personen in der Geschichte von Pless.
Während des Ersten Weltkrieges betreute sie als Rotkreuzschwester auf Lazarettzügen in Frankreich die verwundeten Soldaten und erlebte das Kriegsende in einem österreichischen Lazarett in Serbien. Während des Zweiten Weltkrieges lebte sie Waldenburg und versorgte die Gefangenen des KZ Groß-Rosen mit Lebensmittelpaketen. Sie verbrachte in Pless einen bedeutenden Teil ihres Lebens.
Zu ihren Ehren werden alljährlich im Mai auf dem Marktplatz von Pless „Daisy Days“ veranstaltet.